# Taipei Cinese ai Giochi della XXV Olimpiade
Taipei Cinese partecipò ai Giochi della XXV Olimpiade, svoltisi a Barcellona, Spagna, dal 25 luglio al 9 agosto 1992, con una delegazione di 31 atleti impegnati in sette discipline.